# Janez Svoljšak
Janez Svoljšak, slovenski plezalec in alpinist, * 28. oktober 1993, † 15. julij 2019, Karakorum, Pakistan.
Svoljšak se je udeležil alpinističnih odprav v Pakistan, Patagonijo, na Aljasko in v Skalno gorovje. Uspela sta mu solistična vzpona po Schmidtovi smeri v severni steni Matterhorna in na Mont Blanc v enem dnevu po grebenu Innominata. Leta 2016 je postal evropski prvak v lednem plezanju v Rabensteinu ter zmagovalec na eni tekmi in tretji v skupnem seštevku svetovnega pokala v lednem plezanju. Leta 2017 je prejel Bloudkovo plaketo za »za pomemben tekmovalni dosežek v športu«. Maja 2019 je skupaj z Miho Zupinom preplezal pet prvenstvenih smeri nad ledenikom Revelation na Aljaski in osvojil tri do tedaj neosvojene vrhove. 15. julija 2019 je umrl v baznem taboru na odpravi na goro Tahu Rutum v Pakistanu. Pokopan je bil šele slaba dva meseca kasneje, 2. septembra 2019 na mestnem pokopališču v Škofji Loki.